# Château Lascombes
Le château Lascombes, est un domaine viticole situé à Margaux en Gironde. En AOC margaux, il est classé deuxième grand cru dans la classification officielle des vins de Bordeaux de 1855.

## Histoire
Les terrains situés sur la plus haute colline de Margaux étaient possession de la Maison de Durfort de Duras au XIVe siècle.
Le plus ancien propriétaire connu est le chevalier Antoine de Lascombes, né en 1625. À cette époque, le domaine de Lascombes était réuni à celui de Durfort. Les comtes de Durfort étaient propriétaires de nombreuses terres sur toute la Guyenne, dont un autre second cru, Durfort-Vivens. Puis le domaine passe aux mains de Jean-François et Anne de Lascombes, après séparation du domaine de Durfort, entre 1700 et 1750. Jean-François de Lascombes de Chaumont (1735-?), était conseiller au Parlement de Bordeaux, procureur du roi à l'Amirauté, membre de l'Académie de Bordeaux en 1761. Il fait partie de ces grands propriétaires fonciers qui ont, de par leur rang et leur fortune, donné un niveau qualitatif élevé à leurs vins.
En 1776, le domaine est classé deuxième cru dans la nomenclature des vins de Guyenne de Labadie et vaut la moitié de celui du château Margaux (750 livres).
Vers 1780, la construction du château commence. Après la mort de Jean-François de Lascombes de Chaumont, un peu avant la Révolution, sa sœur Marie vend le domaine à un Bordelais d'origine écossaise, Nathaniel Johnston, qui le revend rapidement à un nommé Fabre. Au début des années 1820, le domaine est acquis par M. Loraigue. Ses héritiers le vendent, en 1844, à l'une des filles de Léonor Antoine, comte de Blagny Hüé, pour un montant de 90 000 francs.
Le 18 avril 1855, le domaine est deuxième grand cru classé du Médoc dans le classement officiel des vins de Bordeaux.
En 1867, le domaine est vendu à Gustave Louis Chaix d'Est-Ange (1800-1876), bâtonnier du barreau de Paris. Il avait racheté en 1866 le château Monbrison. C'est à ce propriétaire que l'on doit l'actuel château.
Vers 1875, les travaux du nouveau château sont confiés à l'architecte Louis Garros, avec le projet d'un style néo-anglais.
Le domaine viticole faisait alors 27 hectares. En 1887, le domaine a une superficie de 13 hectares. Son petit-fils Gustave Chaix d'Est-Ange (1863-1923), généalogiste, reprend l'exploitation puis fait l'acquisition du château Marquis d'Alesme Becker, avec l'ambition de fusionner les deux domaines, mais sa mort en 1923 met un terme à ce projet. Son fils adoptif, le comte Emmanuel du Bourg de Bozas, revend la propriété du château Marquis d'Alesme Becker à la compagnie écossaise W. H. Chaplin & Co Ltd de Glasgow.

Illustrations du château Lascombes au XIXe siècle
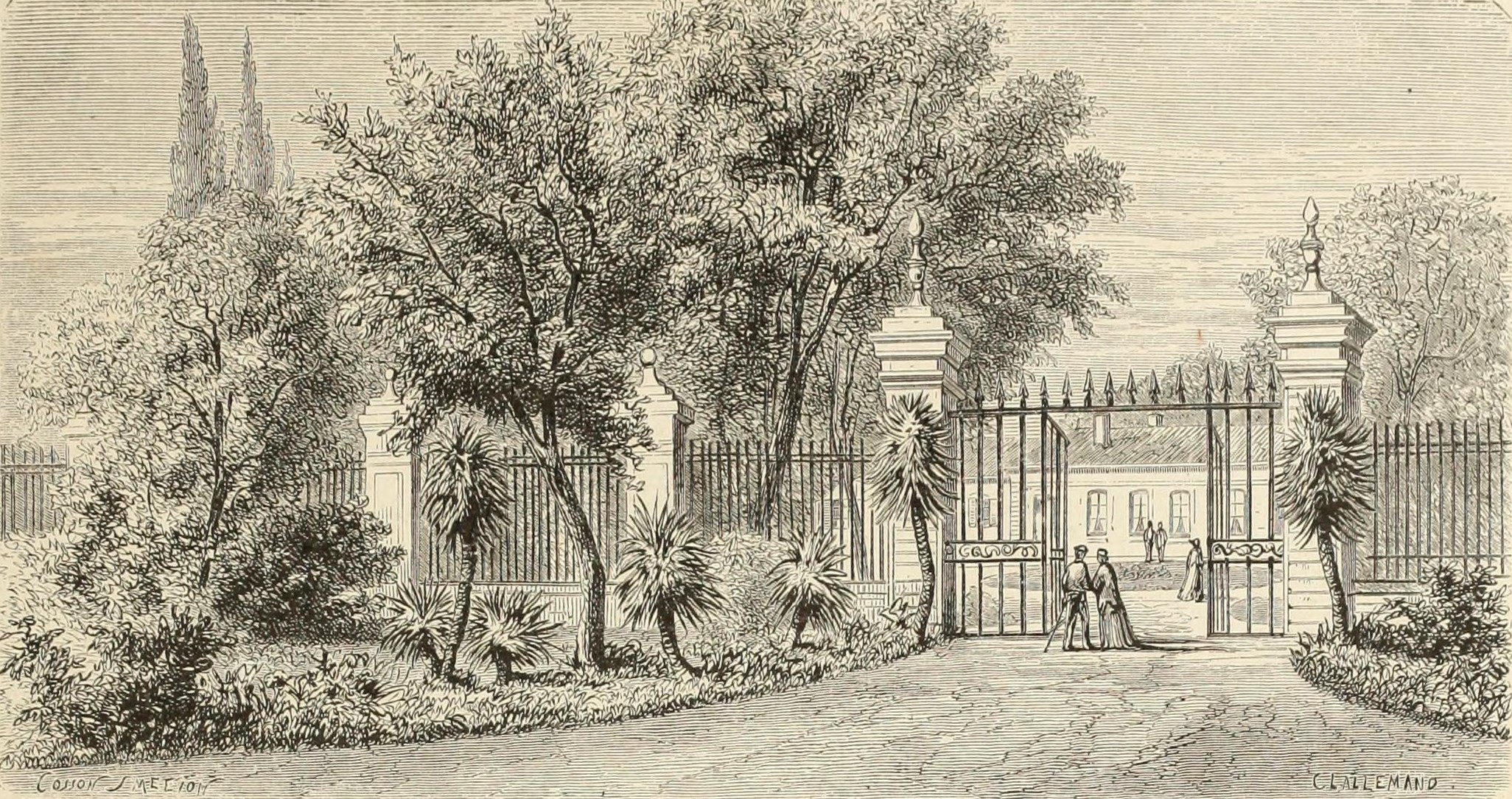
En 1868 (?)
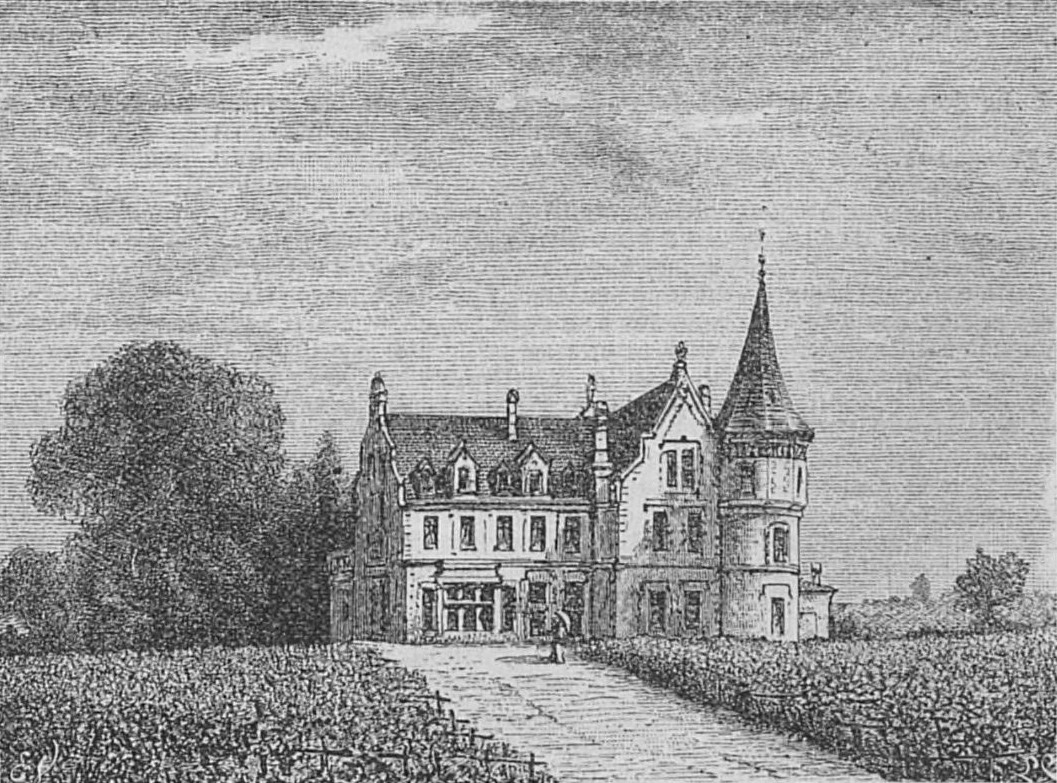
En 1893.

En 1952, les parts sont cédées à Alexis Lichine qui relancera le château et s'en occupera entre 1952 et 1971, date à laquelle le château Lascombes est vendu au groupe anglais Bass-Charrington, déjà propriétaire de la maison de négoce Lichine & Cie.
En avril 2001, le groupe américain Colony Capital et ses investisseurs associés prennent possession du château Lascombes. En juillet 2011, le château est racheté pour 200 millions d'euros par la Mutuelle d'assurances du corps de santé français (MACSF).

## Terroir et vignoble
Second grand cru classé en 1855, le vignoble de château Lascombes s'étend sur 84 hectares bénéficiant de l’appellation Margaux. Le morcellement de la propriété offre une diversité de sols avec trois grands types de terroirs : argilo-calcaire et graves argileuses favorables au merlot, graves argileuses et graves pour le cabernet-sauvignon et graves pour le petit verdot. Une étude pédologique a été entreprise parcelle par parcelle. Les résultats ont conduit à une restructuration du vignoble dans le but d'obtenir une parfaite adéquation entre les sols, les sous-sols, les cépages et les porte-greffes.
L'encépagement actuel se compose de 50 % de merlot, 45 % de cabernet-sauvignon et de 5 % de petit verdot avec des porte-greffes 101-14, Riparia et 3309C. Taillées en guyot double, les vignes ont un âge moyen de trente-cinq ans. Château Lascombes conserve une approche traditionnelle des méthodes culturales. Le palissage a été rehaussé afin d’augmenter la surface foliaire et d’obtenir ainsi une photosynthèse optimale.
Durant la phase de croissance du fruit, échardage, effeuillage des deux côtés et éclaircissage raisonné pied par pied sont réalisés manuellement afin de favoriser la maturation du raisin, lui offrant ainsi un environnement plus aéré et une meilleure exposition au soleil. Les vendanges sont entièrement manuelles.

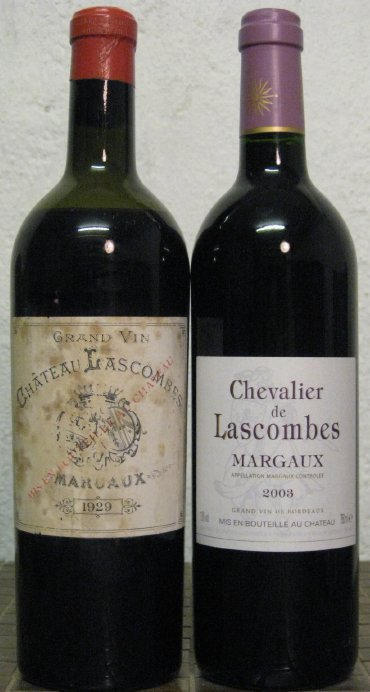
Bouteilles de Château Lascombes et de Chevalier de Lascombes (le second vin).

## Vins
Depuis 2001, la propriété fait l’objet de nombreuses transformations avec la restructuration du cuvier sur quatre niveaux dont un réservé aux cuves enterrées, modification du volume des cuves thermorégulées pour respecter le parcellaire et la réduction significative des rendements. Huit de ces cuves sont désormais en chêne français.
Le raisin, toujours en cagettes, arrive au cuvier où il est déposé sur des tables vibrantes perforées et soigneusement trié avant et après éraflage. Des « bacs verseurs » réceptionnent les baies triées et les acheminent par ascenseur à l’étage supérieur où elles sont légèrement foulées au moment de l’encuvage. Le raisin, alors, macère à froid à la suite d'une injection de glace carbonique. Cette phase préfermentaire dure une huitaine de jours à une température avoisinant les 8° à 10 °C. Grâce à ce principe, une couleur plus intense, plus stable et une meilleure complexité aromatique sont obtenues.
La fermentation alcoolique se déroule à une température de 28 °C rythmée par de légers remontages. Ensuite, la macération post-fermentaire s’effectue à 30 °C, accompagnée d’une dégustation quotidienne pour déterminer la durée optimale de cuvaison. Le réaménagement du cuvier permet désormais de réaliser l’écoulage par gravité. À la suite de l’entonnage par gravité, la fermentation malolactique s’effectue en barriques à une température de 21 °C. Les barriques en chêne français exclusivement sont renouvelées à 80 % - 100 % chaque année.
L’élevage sur lies, qui augmente le gras et la rondeur des tanins par autolyse des levures, dure quatre mois. Pour faciliter cette opération et supprimer les risques d’oxydation, les barriques sont disposées sur des tins oxoline qui permettent leur rotation régulière pour garder les lies en suspension. Au terme de l’élevage sur lies, on procède à l’assemblage par gravité.
Le grand vin de Château Lascombes ainsi que le second vin, le Chevalier de Lascombes, sont élevés en barriques pendant dix-huit à vingt mois. Les soutirages à l’air comprimé sont réalisés tous les trois mois. À l’issue de l’élevage, on procède au collage traditionnel au blanc d’œuf avant la mise en bouteilles
Château Lascombes est un vin de longue garde, concentré, puissant, tannique, typique des Margaux. Le second vin, Chevalier de Lascombes, est quant à lui plus fruité, plus souple.